# Trophy Wife
Trophy Wife é uma sitcom americana que estreou em 24 de setembro de 2013 e exibido pela ABC.
Em 8 de maio de 2014, a série foi cancelada após uma temporada.

## Sinopse
A série centra no cotidiano de Kate (Malin Åkerman), uma garota bastante festeira e que se apaixona por Pete Harrison (Bradley Whitford), um cara que conheceu no karaokê. Todo mundo acha que ela é apenas a última “esposa de troféu” dele, mas a verdade é que a nova realidade de Kate não é nada fácil, já que ela precisa lidar com duas ex-esposas do marido e os três filhos dele, que, juntos, formam uma família bastante moderna e complicada.

## Elenco
- Malin Åkerman como Kate Harrison
- Bradley Whitford como Pete Harrison
- Michaela Watkins como Jackie Fisher
- Natalie Morales como Meg Gomez
- Ryan Lee como Warren Harrison
- Bailee Madison como Hillary Harrison
- Albert Tsai como Bert Harrison
- Marcia Gay Harden como Dr. Diane Buckley

## Resumo
| Temporada | Temporada | Episódios | Exibição original      | Exibição original  | Data de lançamento em DVD | Data de lançamento em DVD | Data de lançamento em DVD |
| Temporada | Temporada | Episódios | Estreia de temporada   | Final de temporada | Região 1                  | Região 2                  | Região 4                  |
| --------- | --------- | --------- | ---------------------- | ------------------ | ------------------------- | ------------------------- | ------------------------- |
|           | 1         | 22        | 24 de setembro de 2013 | 13 de maio de 2014 | —                         | —                         | —                         |

## Episódios

### Primeira temporada
| Nº   | Título                                            | Exibição original               |
| ---- | ------------------------------------------------- | ------------------------------- |
| 1x01 | "Pilot"                                           | 24 de setembro de 2013 ??? ???  |
| 1x02 | "Cold File"                                       | 1 de outubro de 2013 ??? ???    |
| 1x03 | "The Social Network"                              | 8 de outubro de 2013 ??? ???    |
| 1x04 | "The Breakup"                                     | 15 de outubro de 2013 ??? ???   |
| 1x05 | "The Tryst"                                       | 22 de outubro de 2013 ??? ???   |
| 1x06 | "Halloween"                                       | 29 de outubro de 2013 ??? ???   |
| 1x07 | "The Date"                                        | 5 de novembro de 2013 ??? ???   |
| 1x08 | "Lice and Beary"                                  | 12 de novembro de 2013 ??? ???  |
| 1x09 | "Russ Bradley Morrison"                           | 3 de dezembro de 2013 ??? ???   |
| 1x10 | "Twas the Night Before Christmas ... Or Twas It?" | 10 de dezembro de 2013 ??? ???  |
| 1x11 | "The Big 5-0"                                     | 07 de janeiro de 2014 ??? ???   |
| 1x12 | "The Punisher"                                    | 14 de janeiro de 2014 ??? ???   |
| 1x13 | "The Tooth Fairy"                                 | 21 de janeiro de 2014 ??? ???   |
| 1x14 | "Foxed Lunch"                                     | 04 de fevereiro de 2014 ??? ??? |
| 1x15 | "Happy Bert Day"                                  | 04 de março de 2014 ??? ???     |
| 1x16 | "The Wedding - Part One"                          | 11 de março de 2014 ??? ???     |
| 1x17 | "The Wedding - Part Two"                          | 18 de março de 2014 ??? ???     |
| 1x18 | "Couples Therapy"                                 | 01 de abril de 2014 ??? ???     |
| 1x19 | "The Minutes"                                     | 08 de abril de 2014 ??? ???     |
| 1x20 | "There's No Guy in Team"                          | 29 de abril de 2014 ??? ???     |
| 1x21 | "Back to School"                                  | 06 de maio de 2014 ??? ???      |
| 1x22 | "Mother's Day"                                    | 13 de maio de 2014 ??? ???      |

## Produção
Em 1 de novembro de 2013, ABC deu uma ordem de temporada completa para a série e traz a primeira temporada de 22 episódios. Na mesma data, Trophy Wife obteve uma média de 5,7 milhões de telespectadores totais e um rating de 1.9 quando factoring em sete dias classificações DVR.

## Recepção
Trophy Wife teve recepção geralmente favorável por parte da crítica especializada. Com base de 28 avaliações profissionais, alcançou uma pontuação de 63% no Metacritic.